# Якимец, Владимир Иванович
Владимир Иванович Якимец (укр. Володимир Іванович Якімець; род. 3 марта 1998, Ливчицы, Львовская область) — украинский футболист, защитник клуба «Кривбасс».

## Клубная карьера
Родился в селе Ливчицы Львовской области. Воспитанник юношеской академии ФК «Львов», однако в 17-летнем возрасте присоединился к молодёжной академии донецкого «Шахтёра». В составе «горняков» в течение трех сезонов выступал в молодежном чемпионате Украины U-19.
В конце июля 2019 подписал 3-летний контракт с львовскими «Карпатами». Владимир вышел на поле в стартовом составе и отыграл весь матч.

## Карьера в сборной
Выступал за юношеские сборные Украины разных возрастов. С 2018 по 2019 год провел 5 поединков в футболке молодежной сборной Украины.